# 797
797 је била проста година.

## Догађаји
- Википедија:Непознат датум — Владавина династије Абасида у Багдаду.

- 19. април – Царица Ирена организује заверу против свог сина цара Константина VI. Ухваћен је и ослепљен; Ирена га протера у Принципо, где он убрзо након тога умире од задобијених рана. Ирена почиње петогодишњу владавину и себе назива василеусом ("царем") Византијског царства.
- Краљ Карло Велики издаје Капитуларе Саконикум, чинећи Вестфалске, Ангријанске и Источнофалске Саксонце једнаким другим народима у Франачком краљевству. Побуна нордалбијских Саса; франачка флота је послата на северноморске обале Немачке. Стиже у Хаделн, мочварни приобални регион између ушћа Везера и Елбе, у близини данашњег Куксхафена. Карло Велики врши инвазију на северну Саксонију, и поново прихвата потчињавање Саксонаца.
- Битка код Рудлана: Велшке снаге, укључујући оне од Поуиса и Дајфеда, сукобљавају се са Мерсијанцима. Краљ Коенвулф покушава да поново потврди своју доминацију над североисточним Велсом. Краљ Карадог ап Меирион од Гвинеда је убијен током борби.

## Смрти
- Теодота —  византијска царица
- Константин VI —  византијски цар